# 紀元前630年
紀元前630年（きげんぜん630ねん）は、西暦（ローマ暦）による年。紀元前1世紀の共和政ローマ末期以降の古代ローマにおいては、ローマ建国紀元124年として知られていた。紀年法として西暦（キリスト紀元）がヨーロッパで広く普及した中世時代初期以降、この年は紀元前630年と表記されるのが一般的となった。

## 他の紀年法
- 干支 : 辛卯
- 日本
  - 皇紀31年
  - 神武天皇31年
- 中国
  - 周 - 襄王22年
  - 魯 - 僖公30年
  - 斉 - 昭公3年
  - 晋 - 文公7年
  - 秦 - 穆公30年
  - 楚 - 成王42年
  - 宋 - 成公7年
  - 衛 - 成公5年
  - 陳 - 共公2年
  - 蔡 - 荘侯16年
  - 曹 - 共公23年
  - 鄭 - 文公43年
  - 燕 - 襄公28年
- 朝鮮
  - 檀紀1704年
- ユダヤ暦 : 3131年 - 3132年

## できごと

### 中国
- 狄が斉に侵入した。
- 衛の成公が釈放されて帰国した。
- 晋と秦が連合して鄭を包囲した。鄭の石甲父と侯宣多が公子蘭を迎えて太子に立て、晋に和議を申し入れると、晋はこれを受諾した。